# Dark Blue World
Mundo Azul oscuro (checo: Tmavomodrý svět) es una película del 2001 dirigida por el director checo Jan Svěrák, galardonado con el Oscar a la mejor película de habla no inglesa por Kolya, sobre un piloto checo que luchó para la Real Fuerza Aérea británica (RAF) durante la Segunda Guerra Mundial. El guion estuvo escrito por Zdeněk Svěrák, padre del director. La película está protagoniza por los actores checos Ondřej Vetchý, Kryštof Hádek y Oldřich Káiser, incluyendo a los actores británicos Tara Fitzgerald, Charles Baile y Anna Massey.

## Argumento
En 1950, durante la Guerra Fría, František (Franta) Sláma (Ondřej Vetchý) es encarcelado en Checoslovaquia, debido a su anterior servicio en la RAF. Sus recuerdos de la guerra comienzan en 1939, pocos días antes de la invasión alemana de Checoslovaquia. Tras la invasión, el ejército checoslovaco es disuelto y su fuerza aérea tiene que entregar sus aviones. Sin embargo, Franta y su joven amigo Karel Vojtíšek (Kryštof Hádek), entre otros, se niegan a someterse a sus ocupantes y huyen al Reino Unido para alistarse en la RAF.
Una vez en la RAF, los británicos obligan a los checoslovacos a reciclarse desde lo más básico, lo que les enfurece, especialmente a Karel, impaciente por luchar contra los alemanes al sentirse humillado porque le vuelvan a enseñar lo que ya sabe. Karel también considera que las clases obligatorias de inglés son una pérdida de tiempo inútil. Durante la Batalla de Inglaterra, la RAF necesita pilotos con tanta urgencia que finalmente se permite volar a los aviadores checoslovacos. Tras su primera salida, se dan cuenta de por qué los británicos les han entrenado tan intensamente: un joven checoslovaco apodado «Tom Tom» es derribado por un Messerschmitt Bf 109 y muere. Franta se convierte en comandante de la unidad, con el joven Karel a su cargo.
Mientras derriba un bombardero Heinkel Él 111, el caza Spitfire de Karel es derribado. Sin embargo, consigue sobrevivir y llegar a una granja. Allí conoce y se enamora de Susan (Tara Fitzgerald), aunque ella piensa que es demasiado joven. Al día siguiente, tras regresar al aeródromo, Karel lleva a Franta a conocer a Susan. Éste empieza a sentirse atraído por Susan, aunque Karel cree que Susan está interesada en él.
Tras una misión en Francia en la que el escuadrón ataca un tren, Karel es derribado, pero Franta aterriza y lo rescata, un hecho que demuestra que su amistad perdura. Poco después, sin embargo, Karel se entera de que se ha creado una especie de triángulo amoroso, en el que Susan está involucrada con Franta, lo que provoca una pelea entre los dos amigos. Más adelante en la guerra, mientras escolta a bombarderos estadounidenses, el Spitfire de Franta sufre una avería y se ve obligado a amarizar en el océano. Su balsa salvavidas estalla cuando intenta inflarla, por lo que Karel intenta lanzar la suya, pero vuela demasiado bajo y se estrella mortalmente. La balsa emerge del agua y Franta sobrevive.
Después, cuando la guerra ha terminado, Franta se dirige a casa de Susan, sólo para encontrarla con su marido herido, recién llegado de luchar en ultramar. Sabiendo que no tiene futuro con Susan y queriendo preservar su honor, finge haberse perdido y pregunta cómo llegar a la siguiente ciudad. Franta regresa a Checoslovaquia y descubre que su antigua novia se ha casado con el vividor del barrio, ha tenido un hijo y se ha quedado con Barča, su perro. Lo único que puede hacer Franta, decepcionado, es soportar la situación lo más estoicamente que puede. En la cárcel, sólo le queda el recuerdo de su amistad con Karel.

## Reparto
| Actor             | Función                   |
| ----------------- | ------------------------- |
| Ondřej Vetchý     | František Sláma           |
| Kryštof Hádek     | Karel Vojtíšek            |
| Tara Fitzgerald   | Susan                     |
| Charles Baile     | Comandante de ala Bentley |
| Oldřich Káiser    | Machatý                   |
| David Novotný     | Bedřich Mrtvý             |
| Linda Rybová      | Hanička                   |
| Jaromír Dulava    | Kaňka                     |
| Lukáš Kantor      | "Tom Tom"                 |
| Radim Fiala       | Sysel                     |
| Juraj Bernáth     | Gregora                   |
| Miroslav Táborský | Houf                      |
| Hans-Jörg Assmann | Dr. Blaschke              |
| Thure Riefenstein | Oberleutnant Hesse        |
| Anna Massey       | Profesor inglés           |
| Čestmír Řanda Jr. | Pavlata                   |

## Producción
El rodaje para la película implicó un número grande de ubicaciones: Hradcany Aeropuerto, República Checa, Dover, Inglaterra, Alemania y Sudáfrica.
Para crear las secuencias aéreas, se integraron perfectamente secuencias de combates aéreos de la película Batalla de Inglaterra (1969) con secuencias de películas contemporáneas, utilizando imágenes por ordenador y masterización, debido al coste prohibitivo (10.000 dólares por hora) de alquilar un Spitfire real. La escena del ataque a un tren fue la más cara de la historia del cine checo y costó más que toda la película Kolya. También se incorporaron breves escenas de la película de 1990 Memphis Belle. El director Jan Svěrák interpretó varios papeles, incluidos prácticamente todos los miembros de la tripulación de un bombardero aliado norteamericano B-25 Mitchell en la escena en la que se escolta a un bombardero dañado.

## Recepción
Dark Blue World se estrenó tanto en Estados Unidos como en Europa en los principales festivales internacionales de cine de Londres y Toronto, con críticas generalmente positivas, lo que la convirtió en una de las películas de guerra de aviación más populares que se han hecho. Rex Reed describió la película en The New York Observer como una «epopeya que mezcla acción, romance y tragedia. Brillantemente dirigida y sublimemente interpretada".
Sin embargo, otros críticos no se mostraron tan entusiasmados. Leonard Maltin comentó que el triángulo amoroso aportaba un aspecto «más novedoso e interesante», pero que las escenas de vuelo «sorprendentemente elaboradas» ayudaban a que la película no fuera un «hilo capaz pero sin inspiración», no muy diferente de otros largometrajes sobre la Segunda Guerra Mundial[6]. La crítica de Peter Bradshaw en The Guardian se hacía eco de una opinión similar: «Una historia romántica de la Segunda Guerra Mundial, sin más, de dos pilotos checos enamorados de la misma mujer británica, que parece una mezcla de Pearl Harbor y “Two Little Boys” de Rolf Harris».

### Taquilla
El mundo Azul oscuro fue la película checa más taquillera del año. Se estrenó en Estados Unidos el 28 de diciembre de 2001 y recaudó $258,771. La película recaudó $2,300,000 en todo el mundo.

### Premios y honores
El mundo Azul oscuro fue una de las grandes triunfadoras en los Premios León Checos de 2002, con el Premio de la Taquilla, el Premio de la Crítica a Jan Svěrák como mejor director, Vladimír Smutný como mejor fotografía, Ondřej Soukup como mejor música y Alois Fišárek como mejor montaje. La película también fue nominada a la mejor película, Ondřej Vetchý al mejor actor, Kryštof Hádek al mejor actor de reparto, Linda Rybová a la mejor actriz de reparto, Zbyněk Mikulík al mejor sonido, Věra Mirová al mejor vestuario y Jan Vlasák a la mejor dirección artística.
El mundo Azul oscuro también ganó el premio de la National Board Review 2001 a la mejor película extranjera y el premio Afrodita de Oro (mejor película) del Festival Internacional de Cine Love is Folly 2002 (Bulgaria) para Jan Svěrák. Ondřej Vetchý también fue nominado al Premio del Público (Mejor Actor) en los Premios del Cine Europeo de 2001.

### Citas
1. ↑  Turner Películas Clásicas.
2. ↑  Mundo Azul oscuro
3. ↑  "Mundo Azul oscuro."
4. ↑  Aleš Borovan, 13 diciembre 2012.
5. ↑  IMDb.

- Datos: Q538516